# 阿亞佩爾

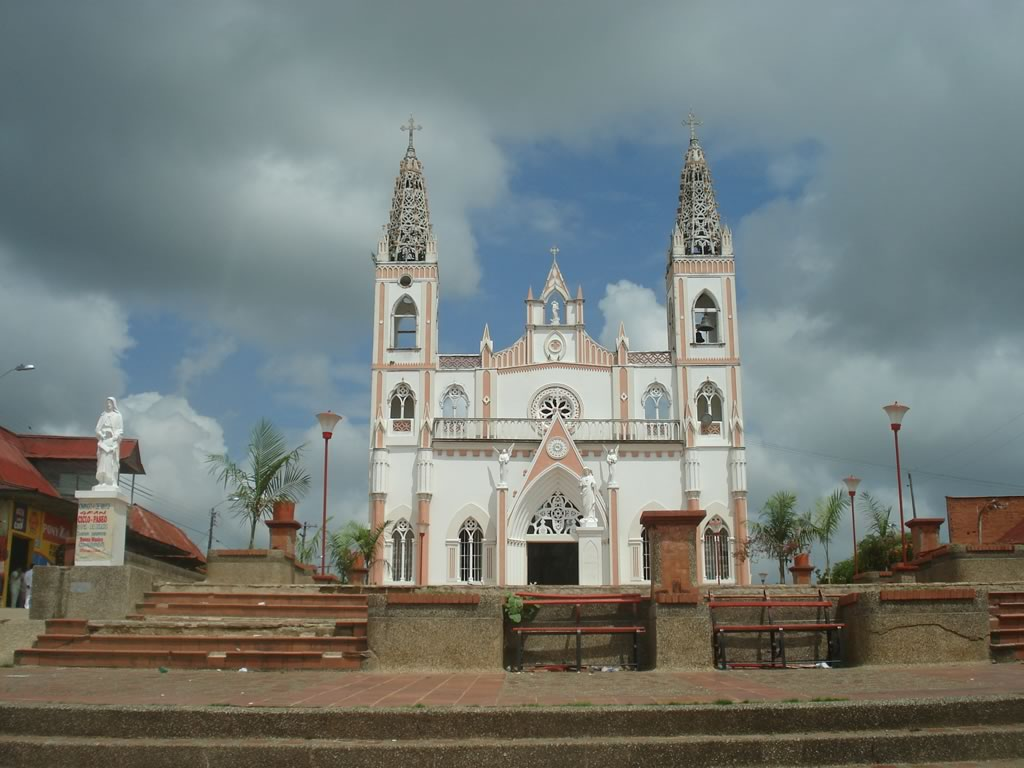
阿亚佩尔的教堂

阿亞佩爾是哥倫比亞的城鎮，位於該國西北部，由科爾多瓦省負責管轄，始建於1534年，面積2,098平方公里，海拔高度20米，2005年人口42,629。

## 外部連結
- （西班牙文） Gobernacion de Cordoba - Ayapel
- （西班牙文） Ayapel official website

8°19′N 75°09′W / 8.317°N 75.150°W